# جورج فورد (لاعب كرة الماء)
جورج فورد (بالإنجليزية: George Ford)‏ هو لاعب كرة الماء أسترالي، ولد في 24 فبراير 1993 في أستراليا.

## وصلات خارجية
- جورج فورد على موقع الاتحاد الدولي للسباحة (الإنجليزية)
- جورج فورد على موقع اللجنة الأولمبية الدولية (الإنجليزية)
- جورج فورد على موقع أوليمبيديا (الإنجليزية)
- جورج فورد على موقع اللجنة الأولمبية الأسترالية (الإنجليزية)